# Il ricco
Il ricco (in originale Le riche homme) è un romanzo giallo di Georges Simenon pubblicato nel 1970.

## Storia editoriale
Il romanzo è stato scritto tra il 3 e il 9 marzo 1970 a Epalinges (Vaud, Svizzera) e pubblicato per la casa editrice Presses de la Cité il 15 giugno 1970.
L'opera, in lingua originale è stata inclusa in:
- Ouvres complètes (Lausanne, Editions Rencontre, 1967-1973) - vol. 42.
- Tout Simenon (Paris, Presses de la Cité, 1988-1993) - vol. 15.
- Tout Simenon (Paris, Omnibus, 2002-2004) - vol. 15.

## Trama
La vicenda è ambientata a Marsilly, un paesino vicino a La Rochelle nella Charente (ogg diventata Charente-Maritime, Francia).
Il protagonista del romanzo è Victor Lecoin è un boucholeur, cioè un coltivatore di cozze. Lecoin è soprannominato il ricco, infatti è l'uomo più facoltoso della zona. Oltre che ricco, Lacoin è un uomo ben piazzato, gradevole d'aspetto e consapevole del suo ruolo sociale, anche se privo di cultura. Nel suo lavoro, egli è aiutato da Doudou un ingenuo servitore muto, dotato di grande forza ma di poco cervello. Tra i due vi è un grande affiatamento fatto di sguardi e gesti, ma Lacoin è il padrone, quello che comanda, Doudou il servo fedele.
Lacoin è sposato con Jeanne, di qualche anno più anziana, Victor l'ha sposata forse più per un riscatto sociale che per amore. Jeanne era infatti una maestra che lui aveva corteggiato e che adesso era diventata l'indispensabile contabile della famiglia. Tra i due non vi è intimità, anche se tra i due vi sono ottimi rapporti, da anni sono più che altro come due soci, pur dormendo nello stesso letto.
Jeanne si è subito dimostrata una donna frigida e ben tollera le frequenti scappatelle che il marito ha con prostitute.
Il tranquillo ménage della coppia viene alterato dall'arrivo di una giovanissima domestica, Alice di sedici anni. Alice non è bella, è magra, senza grazia con gambe lunghe che spuntano come stecchi dall'unico vestitino misero che indossa. Alice era stata più volte molestata dal precedente datore, e quando la cosa si era risaputa, l'uomo era stato arrestato e condannato.
Lacoin è stranamente affascinato da questa ragazzina silenziosa. Continua a fantasticare sulle vicende che l'avevano coinvolta e costretta a cercare un nuovo lavoro. Le sue fantasie si trasformano rapidamente in affetto. Victor finisce veramente per innamorarsi, non capendo nemmeno lui perché e cosa ci trova in quella ragazzina. Di una cosa è certo, questa è la prima volta che sente veramente l'amore per una donna.
Un giorno, Jeanne è costretta a partire dopo avere ricevuto una telefonata dal cognato. La sorella sta morendo e la prega di raggiungerla.
Per Lacoin è arrivata l'occasione e non è in grado di trattenersi. Alice, ancora vergine, non oppone resistenza alle avances e si concede come un obbligo, un dovere verso il padrone che la ospita e le dà da mangiare.
Victor è sempre più preso da questa relazione, che non è una relazione, ma una sua proiezione.
Quando è costretto a lasciare Alice per raggiungere la moglie, il giorno del funerale, pensa addirittura di lasciare tutto, cedere a Jeanne l'attività e partire con la ragazza per iniziare una nuova vita. La moglie capisce dal comportamento del marito cosa è successo tra i due in sua assenza. Ma Jeanne è' una donna pratica. Si preoccupa soprattutto che Victor non abbia messa incinta la giovane e che i vicini non si siano accorti di nulla.
Questo atteggiamento, indispone Lacoin. Sembra ridurre il suo sentimento a una mera questione di sesso. Non può spiegare che non è così.
Al ritorno dal funerale, entrando in casa, Lacoin trova Alice morta. Strangolata. La polizia rintraccia Doudou il muto il quale ha un linguaggio particolare per comunicare con il suo capo. Più che confessare, racconta, che Theo Porchet, un compaesano di Victor, anzi un compagno di classe, da sempre antagonista di Victor, alla partenza di Lacoin si era presentato in casa e Alice, la quale, senza opporre era resistenza, era salita con lui in camera. Il muto, accortosi di quanto stava succedendo, aveva ritenuto suo dovere difendere l'onore del padrone, e dopo aver ucciso la giovane aveva cercato di rintracciare, invano, Porchet che nel frattempo era scappato e si era nascosto in un granaio.
(Il ricco, Georges Simenon)
(Il ricco, Georges Simenon)

## Adattamenti cinematografici e televisivi
- Telefilm (1988) per la TV Olandese regia di Jan Keja.

## Edizioni
- Georges Simenon, Il ricco, traduzione di Elena Cantini, Milano, Arnoldo Mondadori, 1971.